# Санта-Элена (Мараньян)

Санта-Элена на карте штата.

Санта-Элена (порт. Santa Helena) — муниципалитет в Бразилии, входит в штат Мараньян. Составная часть мезорегиона Север штата Мараньян. Входит в экономико-статистический микрорегион Байшада-Мараньенси. Население составляет 39 110 человек на 2010 год. Занимает площадь 2194,856 км². Плотность населения — 17,82 чел./км².

## Демография
Согласно сведениям, собранным в ходе переписи 2010 г. Национальным институтом географии и статистики (IBGE), население муниципалитета составляет:
| Полное население                               | Полное население                               | Полное население                               | Полное население                               | 39 110 |
| ---------------------------------------------- | ---------------------------------------------- | ---------------------------------------------- | ---------------------------------------------- | ------ |
| в том числе:                                   | Городское население                            | 19 578                                         | Процент городского населения, %                | 50,06  |
|                                                | Сельское население                             | 19 532                                         | Процент сельского населения, %                 | 49,94  |
|                                                | Мужское население                              | 19 425                                         | Процент мужского населения, %                  | 49,67  |
|                                                | Женское население                              | 19 685                                         | Процент женского населения, %                  | 50,33  |
| Плотность населения, чел/км²                   | Плотность населения, чел/км²                   | Плотность населения, чел/км²                   | Плотность населения, чел/км²                   | 17,82  |
| Население муниципалитета в % к населению штата | Население муниципалитета в % к населению штата | Население муниципалитета в % к населению штата | Население муниципалитета в % к населению штата | 0,59   |

По данным оценки 2016 года, население муниципалитета составляет 41 009 жителей.

## Статистика
- Валовой внутренний продукт на 2003 год составляет 32 992 219,00 реалов (данные: Бразильский институт географии и статистики).
- Валовой внутренний продукт на душу населения на 2003 год составляет 1011,07 реалов (данные: Бразильский институт географии и статистики).
- Индекс развития человеческого потенциала на 2000 год составляет 0,600 (данные: Программа развития ООН).